# Hit Mania Estate 2015
Hit Mania Estate 2015 è una compilation di artisti vari facente parte della serie Hit Mania, pubblicata il 17 luglio 2015.
La compilation contiene 2 CD in versione singola e 4 CD in versione cofanetto dove oltre HIT MANIA ESTATE 2015 e HIT MANIA ESTATE 2015 Dance Version, troveremo anche il CD3: STREET ART G.O. Mixtape vol.2 e il CD4: NEXT - Social Music App vol.9,
La compilation è stata mixata dal disc jockey Mauro Miclini di Radio Deejay.
La copertina è stata curata e progettata da Gorial.
Solo in quest'edizione, il CD 2 non è intitolato Hit Mania Club Version, bensì: Hit Mania Dance Version; dall'edizione successiva, il CD 2 torna con il suo nome d'origine (Club).

## Tracce
CD1 – Hit Mania Estate 2015
1.Álvaro Soler – El mismo sol
2.Petite Meller – Baby love
3.Years & Years – King
4.Robin Schulz feat. Ilsey Juber – Headlights (Robin Schulz)
5.Ariana Grande – One Last Time (Ariana Grande)
6.Caro Emerald – Quicksand
7.Avicii – Waiting for Love (Avicii)
8.Arsenium – Bella bella
9.Serebro – Kiss
10.Felix Jaehn feat. Jasmine Thompson – Ain’t nobody (Loves me better)
11.Anna Naklab Featuring Alle Farben feat. Alle Farben & Younotus – Supergirl
12.J-Art feat Rebecca S – Alchemical love
13.Cecilia Gayle & DJ Sanny – La pipera
14.DJ Sanny feat Ice MC – Fire
15.Jacopo Galeazzi – Suelta
16.Christian di Pasquale feat Miani – Love hasn’t age
17.Mauro Cannone & Shardhouse Dance Vs DJ Martello – Going crazy
18.DJ Rancati feat Brodyskull – The land of toys
19.Asu – Besame Maria
20.Marco Branky & Felix Barbieri feat. Steven Mail – One more night
21.Florence + The Machine – Ship to wreck
22.Cesare Cremonini (cantante) – Buon viaggio (Share the Love) (Bonus track)
23.Piotta feat. Il Muro del Canto – 7 vizi capitale (Bonus track)
24.Jomy – Lonely Without You (Bonus Track)
CD2 – Hit Mania Estate 2015 Dance Version
1.DJ Sanny J – The real trumpet
2.Pay & White Vs. Beppe Marini – L.A. Milan
3.EVO-K & Kaizer – Soviet
4.DJ Sanny J – My robot
5.DJ Jajo – Da da da
6.Nauzika – Live like a rich
7.Josef Meloni Vs. Tommyland – Bones
8.Sicilian House feat. Melody J – Tromabatahouse 2015
9.Simone di Bella feat. Mr Shammi – Summer party
10.Christian di Pasquale feat Muphasah – Summer life
11.Salvo la Macchia feat. Giger – I wanna live
12.Anonymhouse – Booty bounce
13.DJ Sanny J feat. Dangerous & Mike Kingz – Hot shot
14.Chris di Pasquale – Sin tu amor
15.Stevan May & Rohand – Sun is up
16.Domy Pirelli feat. Ranieri – Like birds
17.Jacopo – Back home
18.Peppe Roccaro DJ feat. Dago H – Noche de rumba
19.Deejayjay – A night to remember
20.Domy Pirelli feat. Courtney Biggs – Miss you baby
21.DJ Tilo feat. Miss Domino – Music island
22.Simo Deejay – Dreaming Las Vegas
23.Zeroone – Feel the sun
24.Anneé Feat.El Hechicero – Bésàmé (Pom! Pom! Pero!)